# Никанор Завордски
Никанор (на гръцки: Όσιος Νικάνωρ) е източноправославен светец от XV век, основател на големия южномакедонски Завордски манастир, Гревенско.

## Биография
Роден е в 1491 година в заможното семейство на Йоанис и Мария в главния град на Македония Солун със светското име Николай (Νικόλαος ). Родителите му дълго време не можели да имат деца и се молели в църквата „Свети Мина“. Когато е на 20 години умират баща му и майка му и Николай се замонашва под името Никанор. Ръкоположен е за свещеник от митрополит Максим (1486/7 - 1515) и получава офикия типикар, отговарящ за реда на ежедневните религиозни служби. На 28 година заминава за Южна Македония и обикаля различни селища и според житието му, извършва чудотворни изцеления. Пребивава в големия Берски манастир „Свети Йоан Предтеча“, където общува и се сприятелява с Дионисий Олимпийски. Заминава за долното течение на Бистрица, където възстановява малката църква „Свети Георги“, която днес носи неговото име. Това е става преди октомври 1527 година – датата на писмо на митриполит Доротей I Гревенски, с което митрополитът възхвалява Никанор като игумен на „Свети Георги“. При него идват двама богати млади ученици на Дионисий от Кожани, които му помагат да състави завещанието си в 1540 година. Около 1540 – 1545 година на място, където открива икона, основава църквата „Преображение Господне“, около която се развива манастирски комплекс. Умира на 7 август 1549 година. Погребан е в параклиса „Свети Йоан Предтеча“, южно от католикона на манастира, който по-късно е разрушен, но гробът е запазен.